# Mộ Dung Nghĩ
Mộ Dung Nghĩ (tiếng Trung: 慕容顗; bính âm: Mùróng Yǐ) (?-386) là vua thứ 4 nước Tây Yên của người Tiên Ti vào thời Ngũ Hồ thập lục quốc trong lịch sử Trung Quốc. Ông là một trong số các con trai của Nghi Đô vương Mộ Dung Hoàn (慕容桓), Mộ Dung Hoàn là con trai của hoàng đế khai quốc Tiền Yên Mộ Dung Hoảng.
Năm 386, sau khi người cai trị tạm thời là Đoàn Tùy bị Mộ Dung Hằng (慕容恆) và Mộ Dung Vĩnh phục kích và giết chết, họ đã ủng hộ Mộ Dung Nghĩ lên làm Yên vương. Người dân Tây Yên, gồm 40 vạn người cả nam lẫn nữ, sau đó đã từ bỏ Trường An (vồn là kinh đô của Tiền Tần song đã bị vua Mộ Dung Xung của Tây Yên chiếm được trước đó) và tiến về phía đông để trở về quê hương. Tuy nhiên, trên hành trình, anh em của Mộ Dung Hằng là Mộ Dung Thao (慕容韜) đã giết chết Mộ Dung Nghĩa tại Lâm Tấn (臨晉, nay thuộc Vị Nam, Thiểm Tây). Thay thế Mộ Dung Nghĩa là một con trai của Mộ Dung Xung tên là Mộ Dung Dao.